# フアンチョ・ロワ
フアン・ウンベルト・ロワ・ズニーガ (Juan Humberto Rois Zúñiga, 1958年12月25日 - 1994年11月21日) は、コロンビアの歌手、アコーディオン主義者で作曲家です。
イスラエル・ロメロと共に、彼はバレナタ音楽の中で最高のアコーディオン奏者の一人と考えられています。彼は歌手ディオメデス・ディアスとジョルゲ・オニャテのアコーディオン主義者でした。